# N1-acetilpoliamin oksidaza
N1-acetilpoliamin oksidaza (EC 1.5.3.13, hPAO-1, PAO (nespecifična), mPAO, hPAO, poliaminska oksidaza (nespecifična)) je enzim sa sistematskim imenom N1-acetilpoliamin:kiseonik oksidoreduktaza (formira 3-acetamidopropanal). Ovaj enzim katalizuje sledeću hemijsku reakciju
(1) 1-acetilspermidin + O2 +2O {\displaystyle \rightleftharpoons } putrescin + 3-acetamidopropanal +2O2
(2) 1-acetilspermin + O2 +2O {\displaystyle \rightleftharpoons } spermidin + 3-acetamidopropanal +2O2
Ovaj enzim takođe katalizuje reakcija: 
-diacetilspermin + O2 + 2O = 1-acetilspermidin + 3-acetamamidopropanal + 2O2
On u veoma maloj meri deluje na spermin, ili spermidin u odsustvu aldehida. U prisustvu aldehida enzim katalizuje reakcije: 
spermin + O2 + 2O {\displaystyle \rightleftharpoons } spermidin + 3-aminopropanal + 2</sib>O2
i sa slabom efikasnošću
spermidin + O2 + 2O {\displaystyle \rightleftharpoons } putrescin + 3-aminopropanal +  H2</sib>O2

## Literatura
- Nicholas C. Price; Lewis Stevens (1999). Fundamentals of Enzymology: The Cell and Molecular Biology of Catalytic Proteins (Third изд.). USA: Oxford University Press. ISBN 019850229X.
- Eric J. Toone (2006). Advances in Enzymology and Related Areas of Molecular Biology, Protein Evolution (Volume 75 изд.). Wiley-Interscience. ISBN 0471205036.
- Branden C; Tooze J. Introduction to Protein Structure. New York, NY: Garland Publishing. ISBN 0-8153-2305-0.
- Irwin H. Segel. Enzyme Kinetics: Behavior and Analysis of Rapid Equilibrium and Steady-State Enzyme Systems (Book 44 изд.). Wiley Classics Library. ISBN 0471303097.

## Spoljašnje veze
- N1-acetylpolyamine+oxidase на 